# Kathihalu, Arkalgud
Kathihalu là một làng thuộc tehsil Arkalgud, huyện Hassan, bang Karnataka, Ấn Độ.